# Malakand
Le Malakand était une des agences tribales du Pakistan jusqu'en 1994, aujourd'hui située dans la province de Khyber Pakhtunkhwa. Il comprenait les États princiers de Chitrâl, Dir et Swat.
Le statut d'agence tribale, hérité du raj britannique, est abrogé en février 1994 par la Cour suprême du Pakistan. Cela entraine une révolte de la population locale contre le gouvernement pakistanais avec une revendication de l'application de la charia.

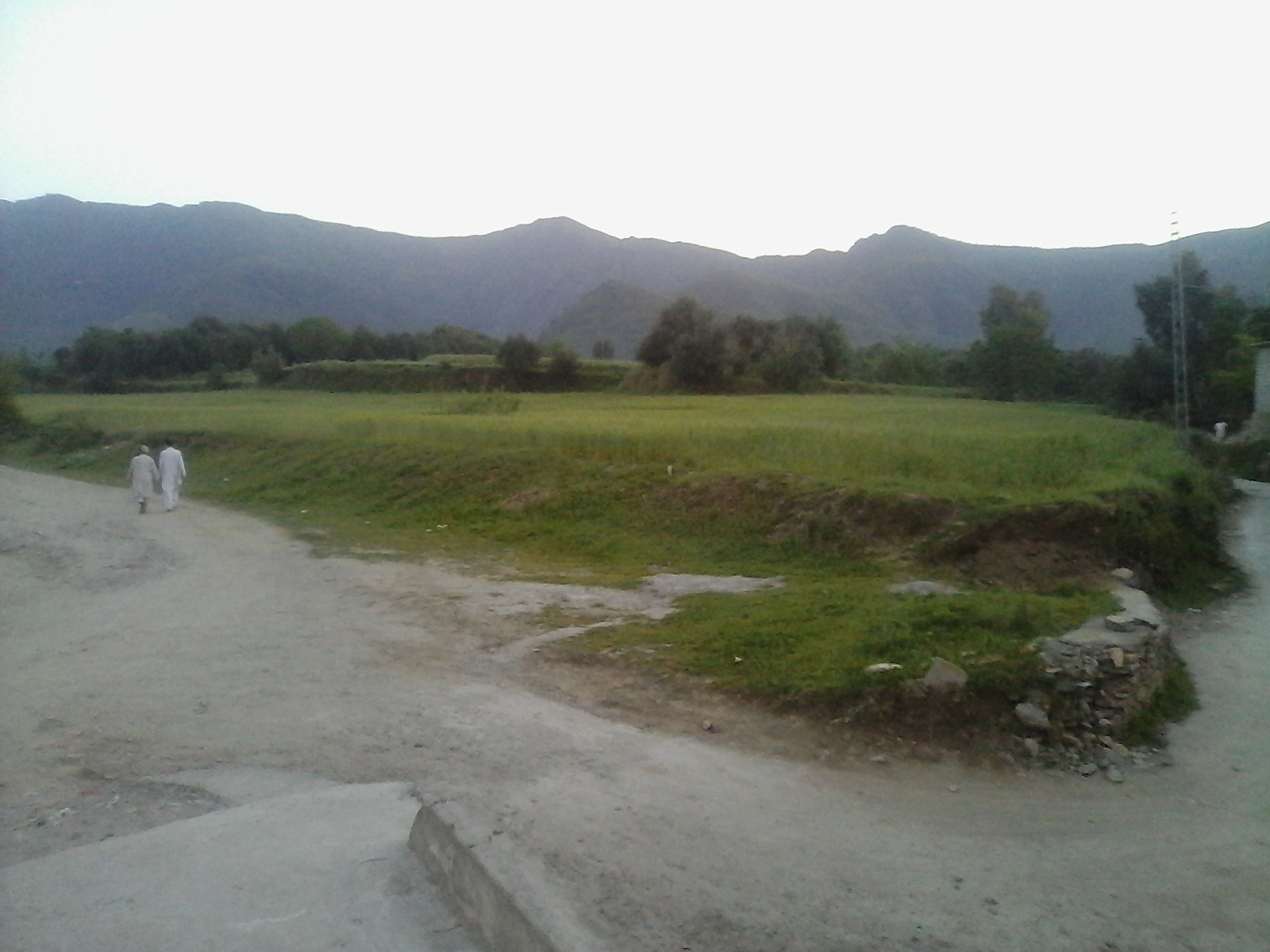
Thana, autrefois dans l'agence tribale de Malakand.